# Polystachya tenuissima
Polystachya tenuissima är en orkidéart som beskrevs av Friedrich Fritz Wilhelm Ludwig Kraenzlin. Polystachya tenuissima ingår i släktet Polystachya och familjen orkidéer. Inga underarter finns listade i Catalogue of Life.